# Angela Albino
Angela Albino (Florianópolis, 28 de agosto de 1969) é uma política brasileira, filiada ao Partido Comunista do Brasil (PCdoB).

## Carreira
Foi deputada federal na legislatura 2015-2019. Na Câmara dos Deputados do Brasil foi membro nas comissões de Combate à Corrupção, Seguridade Social, Legislação Participativa e Mercosul. Suplente a deputada federal por Santa Catarina, assumiu o mandato na Legislatura 2015-2019, a partir de 28 de outubro de 2015, permanecendo até 03 de janeiro de 2017.
Foi deputada à Assembleia Legislativa de Santa Catarina na 17ª legislatura (2011 — 2015).
Em 2004, participou pela primeira vez de uma eleição, disputando vaga na Câmara de Vereadores de Florianópolis Naquele ano foi eleita a única vereadora.
Foi Secretária de Estado da Assistência Social, Trabalho e Habitação do estado de Santa Catarina. Empossada em fevereiro de 2015, permaneceu à frente da pasta até outubro do mesmo ano, quando assumiu o mandato no legislativo federal.
Sindicalista, com destacada atuação no Sindicato dos Servidores do Judiciário Federal (SINTRAJUSC), na Federação dos Trabalhadores no Judiciário Federal (FENAJUFE) e na União Brasileira de Mulheres (UBM). Angela Albino filiou-se ao Partido Comunista do Brasil (PCdoB) em 2002. Hoje é presidente estadual do PCdoB em Santa Catarina. 